# 波亞斯基
51°12′11″N 27°48′16″E / 51.20306°N 27.80444°E
波亞斯基（烏克蘭語：Пояски），是烏克蘭北部的村莊，隸屬日托米爾州的科羅斯滕區。該村始建於1900年，面積1.1平方公里，海拔高度192米，2001年人口431，人口密度每平方公里391.82人。